# Medaille van Verdienste (Mecklenburg-Strelitz)
De Medaille van Verdienste (Duits: Verdienstmedaille) was een van de burgerlijke onderscheidingen van het groothertogdom Mecklenburg-Strelitz. De medailles werden op 1 oktober 1904 ingesteld en verleend in die gevallen waar de toekenning van een ridderorde ongewenst of niet mogelijk was. De medailles werden in 1904 door groothertog Adolf Frederik V van Mecklenburg-Strelitz ingesteld. Ze droegen in dat eerste jaar het sierlijke gekroonde monogram "AF" van de stichter.
De medaille was bedoeld als een onderscheiding van de laagste categorie voor "Treue im Beruf" en "einzelne rühmliche Grundhandlungen".
De beoogde dragers van de Gouden Medaille waren pedellen en hogergeplaatste lakeien, ook jubilarissen in diverse maatschappelijke betrekkingen en zij die zich voor de reservistenverenigingen verdienstelijk hadden gemaakt. Ook de "portepéeunteroffiziere", onderofficieren die een "portepée" aan hun sabel mochten dragen kwamen na 25 jaar diensttijd voor deze medaille in aanmerking.
De beoogde dragers van de Zilveren Medaille waren lakeien aan het eigen hof en aan bevriende hoven en ook jubilarissen wiens maatschappelijke positie met die van een lakei of koetsier overeenkwam.
De beoogde dragers van de Bronzen Medaille behoorden tot het laagste dienstpersoneel aan het eigen hof en aan bevriende hoven en ook jubilarissen wiens maatschappelijke positie geen hogere onderscheiding toeliet. Daaronder verstond men handarbeiders, het personeel van de houtvesterij, dagloners en dergelijke. Ook 50-jarige jubilea deden een arbeider in aanmerking kom, en voor deze medaille. In 1910 besloot groothertog Adolf Frederik V dat 40 jaar in dezelfde betrekking in de toekomst ook zou voldoen en dat men de periode van de dienstplicht meerekende wanneer een jongeman na zijn diensttijd weer bij zijn vroegere werkgever in dienst was getreden.
De medailles waren in die zin de equivalenten van het voor vrouwelijk huispersoneel bestemde Herinneringskruis voor Vrouwelijke Trouwe Dienst. In Nederland bestond voor dergelijke verdiensten de Eremedaille verbonden aan de Orde van Oranje-Nassau in Brons.
Anders dan in Nederland nam de groothertog de moeite om iedere voorgedrukte "Verleihungsurkunde" zelf te tekenen. Vóór 1914 werd de naam en betrekking van de decorandus gekalligrafeerd, na dat jaar werden getypte oorkonden verstuurd. Na de zelfgekozen dood van Adolf Frederik VI tekende de groothertog van Mecklenburg-Schwerin de oorkonden, hij was nu de troon vacant was regent van Mecklenburg-Strelitz.

## De medailles
Er bestaan drie graden en zes varianten omdat de drie ronde medailles na 1 januari 1915 met de beeldenaar van de laatste regerende groothertog, Adolf Frederik VI van Mecklenburg-Strelitz en op de keerzijde een lauwerkrans werden geslagen. Het sierlijke gekroonde Groothertogelijk monogram "AF" op de voorzijde werd door de opvolger vervangen door zijn naar links gewende portret in parade-uniform. Het rondschrift was "ADOLF-FRIEDRICH VI GROßHERZOG VON MECKLENBURG-STRELITZ". Op de keerzijde staat bij alle medailles de tekst "FÜR VERDIENST". De medailles hebben een diameter van 28 millimeter en wegen 10 tot 13 gram. Alleen de zilveren medaille draagt een keur met het getal "990". De medailles die de firma Godet na 1915 leverde hebben een matte stempel.
- De Gouden Medaille van Verdienste, (Duits: Goldene Verdienstmedaille), was van verguld zilver en in de versie van Adolf Frederik VI ook wel van verguld "weißmetall", een goedkope legering met aluminium[1].

- De Zilveren Medaille van Verdienste, (Duits: Silberne Verdienstmedaille), was onder beide vorsten van massief zilver.

- De Bronzen Medaille van Verdienste, (Duits: Bronzene Verdienstmedaille), was in 1914 van in werkelijkheid niet van brons maar van het veel goedkopere koper. Onder Adolf Frederik VI werden koperen en geoxideerde medailles van "Kriegsmetall" vervaardigd. De Duitse economie stond er aan het einde van de oorlog wanhopig slecht voor en er was een tekort aan metalen. Daarom koos men steeds vaker voor oorlogsmetaal.

Van de eerste versie van de medailles werden 145 gouden, 254 zilveren en 214 bronzen exemplaren geleverd. Daarvan werden respectievelijk 95, 76 en 168 medailles aan de onderdanen van de Groothertog toegekend.
Van de tweede medaille met het groothertogelijk portret werden 20 gouden, 60 zilveren en 45 bronzen exemplaren geleverd.
Met de val van de monarchie in de beide Mecklenburgse staten kwam in november 1918 een einde aan het verlenen van de Medailles van Verdienste.